# Luis Sandrini
Pour les articles homonymes, voir Sandrini.

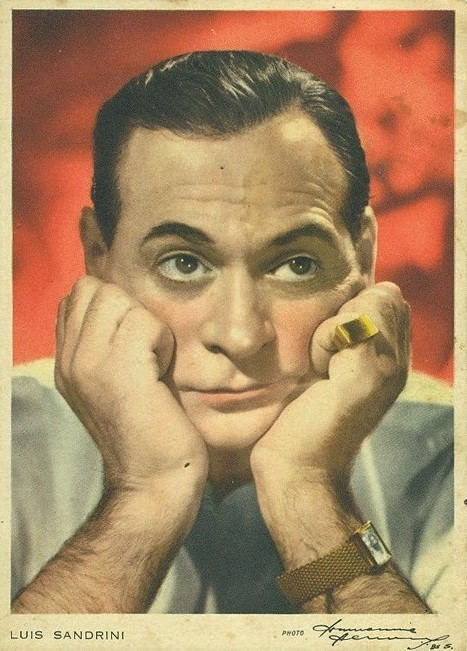
Luis Sandrini en 1948.

Luis Sandrini, né le 22 février 1905, mort le 5 juillet 1980, est un acteur argentin prolifique et producteur de films. Il est considéré comme un des acteurs comiques argentin les plus populaires, aussi bien par le public que par les critiques. Il apparait dans plus de 80 films entre 1933 et 1980.

## Filmographie
- 1933 : ¡Tango! de Luis Moglia Barth : Berretín
- 1933 : Los tres berretines (es)
- 1934 : Riachuelo de Luis Moglia Barth
- 1934 : Hijo de papá, El
- 1936 : Loco lindo : Miguelito Andrade
- 1936 : Muchachada de a bordo, La
- 1936 : *Don Quijote del altillo : Eusebio
- 1937 : ¡Segundos afuera!
- 1937 : Cañonero de Giles, El
- 1937 : Casa de Quirós, La
- 1937 : Melodías porteñas
- 1938 : Canillita y la dama, El
- 1939 : Bartolo tenía una flauta
- 1939 : Palabra de honor
- 1940 : Bebé de contrabando, Un
- 1940 : Chingolo
- 1941 : Más infeliz del pueblo, El
- 1941 : Peluquería de señoras
- 1942 : Amor último modelo
- 1942 : Secuestro sensacional!!! (es)
- 1942 : La casa de los millones (es)
- 1943 : Capitán Veneno (es) : Jorge de Córdoba
- 1943 : Suerte llama tres veces, La
- 1944 : La danza de la fortuna (es)
- 1944 : Dos rivales, Los
- 1946 : The Maharaja's Diamond
- 1946 : Diablo andaba en los choclos, El
- 1947 : La vida íntima de Marco Antonio y Cleopatra (es) : Marco Antonio
- 1947 : El ladrón : Plácido López
- 1948 : ¡Olé torero! : Manuel
- 1948 : Yo soy tu padre
- 1949 : Baño de Afrodita, El
- 1949 : Don Juan Tenorio
- 1949 : Embajador, El : Palmiro Sosa
- 1949 : Juan Globo
- 1950 : Culpa la tuvo el otro, La : Víctor Valdez/Sincerato Cuesta/mère de Víctor Valdez
- 1950 : Seductor, El
- 1951 : Me casé con una estrella
- 1952 : Payaso
- 1953 : Maldición gitana
- 1953 : The Seducer of Granada
- 1953 : Casa grande, La
- 1955 : Barro humano, El : Taxista
- 1955 : Cuando los duendes cazan perdices
- 1956 : Hombre virgen, El
- 1957 : Fantoche
- 1958 : Hombre que hizo el milagro, El
- 1959 : Mi esqueleto
- 1960 : "Felipe"  TV Series : Felipe
- 1960 : Chafalonías
- 1961 : Y el cuerpo sigue aguantando
- 1964 : Castillo de los monstruos, El : El Profesor
- 1964 : Cigarra no es un bicho, La : Taxi Driver
- 1964 : Mujeres los prefieren tontos, Las
- 1965 : Bicho raro
- 1965 : Viaje de una noche de verano
- 1966 : Pimienta : Peregrino Ferrari
- 1967 : ¡Al diablo con este cura! : Padre Francisco Lambertini
- 1967 : Cuando los hombres hablan de mujeres : Alejandro
- 1968 : En mi casa mando yo : Esteban Rossi
- 1969 : El Profesor hippie : Professor Héctor 'Tito' Montesano
- 1969 : Kuma Ching
- 1970 : Pimienta y pimentón
- 1970 : Professor patagónico, El
- 1970 : Un Elefante color ilusión
- 1971 : La Valija
- 1971 : Pájaro loco
- 1972 : Mi amigo Luis
- 1972 : Professor Tirabombas, El
- 1973 : Hoy le toca a mi mujer
- 1974 : Yo tengo fe
- 1976 : Canto cuenta su historia, El
- 1976 : Chicos crecen, Los
- 1977 : El casamiento de Laucha (es)
- 1977 : Así es la vida.
- 1979 : Vivir con alegría
- 1980 : El diablo metió la pata (es)
- 1980 : Frutilla
- 1980 : ¡Qué linda es mi familia! (es) : Viejo